# Eugenia procera
Eugenia procera är en myrtenväxtart som först beskrevs av Olof Swartz, och fick sitt nu gällande namn av Jean Louis Marie Poiret. Eugenia procera ingår i släktet Eugenia och familjen myrtenväxter. Inga underarter finns listade i Catalogue of Life.